# Блек Джек (персонаж)
Блек Джек (яп. ブラック・ジャック, Burakku Jakku) — вигаданий персонаж, створений Осаму Тедзукою, представлений у журналі Weekly Shonen Champion 19 листопада 1973 року. Він є головним героєм манґа-франшизи Black Jack.
Його дивна зовнішність пов'язана з нещасним випадком у дитинстві, коли він і його мати були страшенно травмовані від вибуху. Хоча мати Куро померла від отриманих травм, а тіло самого Куро було майже розірвано на шматки, він був врятований завдяки чудодійній операції доктора Хонми. Хоча Куро і вижив, частина його волосся побіліла через стрес і шок. Шкіра на лівій стороні обличчя Куро помітно потемніла через пересадку шкіри від його найкращого друга, який наполовину африканець. На знак поваги до свого друга Куро відмовився від пластичної операції по зміні кольору шкіри. Під впливом цього досвіду Куро вирішив сам стати хірургом, взявши собі ім'я Блек Джек.
Незважаючи на свою медичну геніальність, Блек Джек вирішив не отримувати хірургічну ліцензію, натомість діяти з тіні, вільно від правил і корумпованого бюрократичного істеблішменту. Хоча він зазвичай лікує тих, кого зустрічає випадково, він час від часу відвідує лікарні по всьому світу, щоб таємно допомагати невиліковно хворим пацієнтам.

## Ім'я
Справжнє ім'я Блек Джека — Куро Хадзама (яп. 間 黒男, Hazama Kurō). У розділі 68 «Найкрасивіша жінка світу» (опубліковано 14 квітня 1975 року) Блек Джек пояснює значення обох своїх імен: «Куро» пишеться японськими ієрогліфами «чорний» і «чоловік»; оскільки «Джек» — це загальне ім'я для чоловіка, він перекладає своє ім'я як «Чорний Джек». Його ім'я в манзі пишеться як «Куро'о». У томі 10, главі 2: «Вибрана маска», він пояснює Піноко, що японською мовою куро означає чорний, а друга буква о означає валета в колоді карт.

## Персонаж
Блек Джек представляється медичним найманцем, який продає свої навички тому, хто заплатить його ціну. Це тіньова постать у чорному плащі, з моторошним чорно-білим волоссям і хірургічними шрамами, що змійкою в'ються по всьому тілу, найпомітніший з яких — впоперек обличчя. Його зовнішній вигляд і дивні, асоціальні манери відлякують багатьох, але друзі і знайомі не звертають уваги на його зовнішність і дивацтва, знаючи його як людину принципову, кваліфіковану і, перш за все, повністю віддану найвищим ідеалам медичної професії.
Хоча його вік чітко не вказаний, йому близько 20-30 років. Деякі операції він проводить удома, де має власну операційну, але частіше подорожує світом, щоб зустрітися зі своїми пацієнтами. Він розмовляє кількома мовами, зокрема іспанською та англійською. Його часто бачать за кермом свого чорного автомобіля, що відповідає його звичайному костюму, хоча він також користується громадським транспортом, куди його викликають у разі надзвичайної ситуації.
Блек Джек лікує пацієнтів без розбору: від простих людей до президентів, лідерів якудзи і навіть надприродних істот, від дуже бідних до дуже багатих. При цьому він бере з усіх своїх пацієнтів шокуюче великі суми (від 10 мільйонів до мільярдів єн), іноді навіть змушуючи їх вистрибувати з одягу від несподіванки (в манзі). Один з колег навіть назвав його ім'ям хворобу, через те, що він стягує шалені гроші за операцію. Навіть для тих, хто благає про пощаду, Блек Джек (принаймні спочатку) відмовляється знижувати ціну. Це створило йому репутацію черствого і жадібного, яку він ретельно підтримує.
Проте, всупереч зовнішньому вигляду, Блек Джек має власні складні персональні цінності. Він може вилікувати пацієнта безкоштовно, якщо його зворушить історія їхніх страждань; однак зазвичай він заздалегідь з'ясовує готовність пацієнта платити. Якщо Блек Джек не знаходить у пацієнта жодної спокути чи вартої історії, його гонорар залишається незмінним. Він також робить винятки в надзвичайних обставинах і може змінити свою думку, якщо визнає, що помилявся в оцінці ситуації. Крім того, він завжди стежить за тим, щоб його пацієнти повністю одужали.
Блек Джек віддає значну частину зароблених грошей на благодійність: фінансує операції інших лікарів, а також свої власні, і викуповує землю, щоб захистити природу від комерційної забудови. Якщо його пацієнт є заможним, він зазвичай значно підвищує гонорар і часто додає до своїх послуг умови, які неможливо оцінити грошима — наприклад, зобов’язання залишити колишніх жертв у спокої або захищати довкілля. Хоча більшість своїх прибутків Блек Джек повертає суспільству, іноді йому доводиться мати справу з грабіжниками, які вважають, що він накопичує багатство.

## Хірургічні навички
Блек Джек — надзвичайно вправний лікар, який майстерно та точно володіє скальпелем та іншими медичними інструментами. Він часто пришиває та трансплантує кінцівки, виконує майже бездоганну косметичну хірургію й береться за випадки, від яких відмовилися інші хірурги і які вони вважали безнадійними, навіть якщо ці хірурги є загальновизнаними авторитетами у своїй галузі.
Блек Джек також відомий тим, що використовує свої інструменти для самозахисту — він здатний, наприклад, забити ствол пістолета скальпелем з певної відстані. Крім того, він виявляє себе як безжальний боєць, адже одного разу він навіть задушив нападника хірургічною трубкою.
Окрім швидкості, точності та винахідливості, Блек Джек володіє надзвичайною витривалістю та стійкістю. У кількох главах і епізодах він оперує сам себе, а іноді проводить операції поодинці протягом 24 годин без перерви. В одному випадку він одночасно проводить операції на 40 пацієнтах.

### Відсутність медичної ліцензії
Хоча деякі лікарі відкрито хвалять Блек Джека за його хірургічні здібності, інші ставляться до нього з презирством через те, що він не має ліцензії. У манзі пояснюється, що він втратив медичну ліцензію після того, як пішов наперекір наказам своїх керівників і провів операцію своїй коханій, яка мала рак яєчників на пізній стадії. Його керівники стверджували, що хвороба вже надто запущена, аби операція мала сенс, але він усе ж вирішив оперувати і врятував їй життя. За цю непокору, а також через заздрість до таланту Блек Джека, який перевершував їх і загрожував їхнім кар’єрам, йому відкликали ліцензію. Однак з того часу, як його виключили з медичної спільноти, Блек Джек мав змогу зосередитися на власному розвитку, уникаючи обмежень, яким підпорядковуються інші лікарі. Пізніше, коли про Блек Джека знімають фільм, Всесвітня медична асоціація виступає проти того, щоб він був головною зіркою, і тому сцени з його хірургічною майстерністю вирізають із фінальної версії стрічки.

### Ветеринарна хірургія
Є багато випадків, коли Блек Джек проводив операції на тваринах. Ще до завершення медичної школи він самостійно практикував накладення швів, використовуючи м’ясо з місцевого ринку, а іноді навіть живу рибу. Після завершення вправ, він з’їдав своїх "пацієнтів". Нижче наведено неповний список операцій на тваринах, які він провів після закінчення медичної школи:
- Косатка в томі 2, розділі 3: «Балада про косатку» (Статус: Мертвий)
- Олень у томі 6, розділі 11: «Надаре» (Статус: Мертвий)
- Горила в томі 7, розділі 8: «Горібей із Сенджогахари» (Статус: Мертвий)
- Ведмідь у томі 7, розділі 11: «Пагорб для одного» (Статус: Живий)
- Іріомотський кіт у томі 9, розділі 7: «Питання пріоритетів» (Статус: Живий)
- Дельфін у томі 10, розділі 5: «Незнайомці в морі» (Статус: Мертвий)
- Пудель у томі 11, розділі 5: «Шепіт собаки» (Статус: Живий)
- Кінь у томі 17, розділі 5: «Аватар» (Статус мозку: Живий) (Статус тіла: Мертвий)
- Левеня в аніме 2004 року, епізод 7: «Білий лев» (статус: живий)

### Надприродні зустрічі
Хоча Блек Джек стверджує, що не вірить у надприродні явища в медицині, він усе ж неодноразово зіштовхувався з паранормальним:
- Духи авіакатастрофи (?) і духи, які приймають хлопчика, у томі 12, розділі 11: «Дія Духа».
- Мумія в томі 13, розділі 5: «Проклята операція».
- Жінка-інопланетянин у томі 13, розділі 10: «Виклик третього роду».
- Він перетворює дівчину на птаха в томі 17, розділі 2: «Дівчина, яка стала птахом».

## Молодість і зовнішність
Блек Джек має велику білу пасму волосся на правій половині голови, тоді як решта волосся — чорне. Його тіло вкрите швами, зокрема один особливо довгий проходить через обличчя. Ліва сторона цього шраму темніша за праву. Ймовірно, протягом основної історії йому близько 30 років або трохи менше. Часто він з’являється в чорному плащі.
Коли Блек Джеку було вісім років, він з матір'ю та батьком жив на покинутій військовій базі. Хоча більшість мін було знешкоджено належним чином, деякі залишилися. Проходячи через мінне поле, вони з матір'ю зачепили забуту міну, яка раптово здетонувала з трагічними наслідками. Його мати втратила всі кінцівки і голос, впавши в кому перед смертю. Сам Блек Джек був майже мертвий, його розірвало на 18 різних частин, але він вижив завдяки хірургічним навичкам і відданості доктора Джотаро Хонма. Під час цього випробування друг Блек Джека Такаші (наполовину африканець) пожертвував частину своєї шкіри для пересадки, в результаті чого у нього з'явився інший відтінок шкіри на половині обличчя, яку Блек Джек пізніше відмовився змінювати з поваги до свого друга. Через хвилювання за матір частина його волосся передчасно побіліла. Не в змозі впоратися з ситуацією, його батько втік з коханкою.
Відтоді Блек Джек перестав сміятися. Бажаючи помститися, він розшукав п'ятьох людей, які зруйнували життя його матері. Серед них були Ічігахара та Такудзо Убамото.
Вибух пошкодив легені молодого Блек Джека, викликавши у нього пневмоторакс. Ще довго після цього, зустрічаючи пацієнта з подібним ураженням легень, Блек Джек мимоволі відчував співчутливу агонію, яка переросла в гостру фобію. Доктор Ямадано допомагає вилікувати Блек Джека від цього страху

## Романтичні інтереси
Ще під час навчання в медичній школі Блек Джек зав'язує дружбу з Майко Окамото. Вони знайомляться, коли вся школа займається протестами та страйками через зарплати інтернів, і під час тривалої аварії, що сталася між велосипедом, автобусом і потягом, лікарня школи залишилася без достатньої кількості персоналу. Хоча Майко майже вирішила проігнорувати молодого Блек Джека через його дивну поведінку (вона знаходить його сидячим на лавці з закритими очима, практикуючи хірургію в повітрі), вона все ж підходить до нього за допомогою з відчаю. Спостерігаючи за його майстерністю в дії, вона подумки зауважує: «[Блек Джек] не такий уже й поганий!» З того моменту їхні стосунки поглиблюються, оскільки вона дізнається більше про його минуле та сприяє його емоційному розвитку, надаючи йому більше співчуття та тепла.
Протягом серіалу Піноко (його прийомна дочка) неодноразово виявляла свої почуття до Блек Джека, хоча вона й сама визнає, що це неможливо через її маленьке тіло. Вона часто мріє про побачення з ним і називає себе його дружиною перед тими, кого вони зустрічають, хоча іноді вона проявляє інтерес до інших привабливих молодих чоловіків. Блек Джек сам відкидає ці твердження і часто каже їй, що вона його дочка. Одного разу він навіть визнає, що не підходить для любові, і стверджує, що врятував її лише для того, щоб використати її для шантажу її родини (хоча це є брехнею). Проте є моменти, коли він все ж здається, що поважає її почуття. Коли він думав, що вона помирає, він створив для неї людське доросле тіло і пообіцяв одружитися з нею в її останні хвилини, але зрештою врятував її, так і не надавши доросле тіло. Вона також пише йому кілька любовних листів, через які він часто відчуває роздратування. Крім того, коли йому сняться люди, яких зустрічав і які на нього вплинули, Піноко з'являється як доросла жінка і просить, щоб він сказав їй, що любить її. Загалом, очевидно, що він любить її, але його почуття більше схожі на батьківську любов.
У 6-му розділі 1-го тому згадується, що після закінчення медичної школи та початку роботи інтерном, Блек Джек закохався в Мегумі Кісарагі. На жаль, у неї був рак яєчників, і після того, як їй видалили яєчники, вона почала жити як чоловік, змінивши ім'я на Кей.
У 9-му розділі 1-го тому згадується хірургиня на ім'я Кономі Кувата (псевдонім Блек Квін через її здатність проводити ампутації, не змигнувши оком), яка привернула увагу Блек Джека, оскільки вона здавалася йому схожою на нього самого. У манзі він планував передати їй листа, але побачивши її смуток через необхідність ампутувати ногу її власному нареченому, вирішує провести операцію самостійно та піти, не розповівши їй про свої почуття. В аніме його почуття до неї менш виражені (хоча натякається, що він, можливо, розвинув деякі почуття до неї, але не в такій мірі, як у манзі). Пізніше, у Black Jack 21, вони зустрічаються знову як хороші друзі та колеги.
Підліткова пацієнтка з раком на ім'я Мітіру, яка була одержима ідеєю шлюбу, оголошує про своє бажання вийти заміж за Блек Джека, що дуже засмучує Піноко. Щоб підняти її дух і покращити шанси на виживання, Блек Джек погоджується зіграти роль нареченого. Однак після операції він каже їй, що все це було лише фантазією, і пояснює, що він не підходить для любові чи шлюбу.
У томі 3 «Блек Джек у лікарні» молода, недосвідчена лікарка, яка давно закохана в Блек Джека, зустрічає його після того, як він зламав руку, і її брат проводить операцію на ньому, водночас висловлюючи своє неприязне ставлення до Блек Джека. Попри це, старший брат лікар пропонує Блек Джеку одружитися з його сестрою або більше ніколи не з’являтися перед нею. Блек Джек погоджується і йде, але згодом зустрічається з нею в останній раз, щоб провести операцію на її братові після того, як його збиває вантажівка.
У томі 10, розділі 9 «Грабіж» жінка, яка була в медовому місяці зі своїм чоловіком, ледь вижила після зсуву ґрунту. Блек Джеку довелося провести ампутацію її рук. Вона закохалася в нього, та її чоловік, зрозумівши це, попросив її піти. Пізніше в неї вкрали протези, але вона відмовилася їх забирати. Блек Джек зміг знайти протези і, серед них, виявив листи та фотографії себе, які свідчили про її почуття до нього. Він повернув їй протези, але відкинув її почуття, побажавши їй щастя.
У томі 15, розділі 2 «Народження зірки» молода жінка на ім'я Ігуса Сугінамі закохалася в Блек Джека після того, як він зробив їй пластичну операцію і прооперував її обличчя, щоб зробити її гарнішою і більшою зіркою. Однак Блек Джек вважав, що їй більше личить її первісне обличчя, і через втручання менеджера Сугінамі вона змушена піти і розлучитися з Блек Джеком.
У томі 15, розділі 7, жінка з типом шизофренії, званим кататонія, втекла з дому і впала з обриву. Блек Джек спробував домовитися з її батьком про її порятунок (за 30 мільйонів єн). Коли він знаходить її, обидва застрягають на горі через сильний дощ, і їм доводиться провести там десять днів. За цей час вони починають краще розуміти одне одного, і виявляється, що батько вирішив не платити за операцію доньки і замість того покинув її. Блек Джек все ж пішов її рятувати, оскільки вона нагадувала йому самого себе. Умираючи від ран, отриманих під час падіння з обриву та через її хворобу, вона зізнається, що любить його, і просить його одружитися з нею. Він намагається її врятувати, коли допомога вже наближається, але натякається, що вона помирає.
Пізніше, коли Блек Джек відвідує могилу свого колеги-хірурга на віддаленому острові, щоб віддати данину поваги, він зустрічає сестру свого колеги, докторку Ікуо Шімідзу. Вона була єдиним лікарем на острові і спочатку приїхала допомогти своєму брату, але з часом закохується в Блек Джека. Однак вона гине, рятуючи дитину від обрушення скель. У своїх останніх словах вона просить Блек Джека зробити їй таке ж обличчя як і у нього, щоб вони могли бути разом назавжди. Однак Блек Джек відмовляється, оскільки вважає її занадто красивою, щоб залишати на її обличчі шрам, і її тіло поховано разом з тілом її брата. В аніме ж Ікуо виживає, але Блек Джек покидає острів, оскільки розуміє, що острову потрібен такий лікар, як вона.

## Піноко
Лікар зазвичай перебуває в компанії своєї підопічної, Піноко. Спочатку розвиток її тіла був серйозно ускладнений тим, що вона була внутрішньоутробним близнюком своєї сестри, але Блек Джек зміг хірургічним шляхом витягти її живою. Після того, як її органи та внутрішня мускулатура були врятовані, Блек Джек сконструював синтетичне тіло, яке за розміром відповідало її органам. Хоча Піноко володіє знаннями 18-річної людини, її зовнішність відповідає дитині приблизно 6 років. Зберігши її життя, але не бажану її сестрою та родиною, Блек Джек усиновлює її як свою дочку. Хоча вона здається цілком функціональною людиною, Піноко не здатна до фізичного росту та має характер і вигляд першокласниці. Піноко є чудовою домогосподаркою, кухаркою і хірургічною асистенткою (особливо в його домашній клініці та операційній), але що важливіше, вона надає моральну підтримку та людське тепло емоційно відстороненому лікарю.

## Інші навички
На додаток до своїх медичних навичок, Блек Джек є вправним бійцем. Не будучи жорстоким за своєю природою, він без вагань застосовує силу, щоб захистити себе або інших. Хоча він вважає за краще битися кулаками, він може використовувати пістолет і кидати скальпелі, як дротики, оскільки був вправним гравцем у дартс ще в дитинстві. Він носить багато додаткових скальпелів у своєму фірмовому чорному плащі на випадок надзвичайних ситуацій, що дозволяє йому виконувати роль куленепробивного жилета. Таким чином, він носить пальто навіть у сонячні дні.
Блек Джек вміє керувати моторним човном і вільно володіє азбукою Морзе (том 17, розділ 4: «Капітан Парк»).

## Хобі та звички
Блек Джек зазвичай п’є чай або каву з рисом, коли він відвідує бідні будинки, і їсть карі в ресторанах. Його також іноді можна побачити з сигаретою або трубкою. Він завжди намагається вилікувати своїх пацієнтів, але стає дуже емоційно засмученим, якщо: 1) хтось забирає його пацієнтів; 2) його пацієнти вчиняють самогубство; 3) хтось вбиває його пацієнтів; або 4) смерть була неминучою. Були моменти, коли на нього нападали, і він ледь не помер. Він навіть потрапляв у в'язницю кілька разів. У 10-му томі, 7-му розділі «Людина, яка блювала капсулами», Блек Джек єдиний раз з’являється з бородою. Хоча його уподобання в їжі не згадуються часто, його часто показують, як він їсть карі або чай з рисом (чадзуке).
Блек Джек любить дивитися виставки олійного живопису. Він також вміє грати на піаніно.

## Клініка і будинок
Одноповерховий будинок Блек Джека був спроектований і побудований дещо марнославним столяром Ушігоро в 1932 році в стилі французької колоніальної архітектури або креольського стилю. Будинку, до моменту покупки Блек Джеком, принаймні 40 років, і він схильний до протікання під час дощів, що часто трапляються в прибережній місцевості (особливо в OVA Black Jack 21). Будинок розташований на крутому обриві, з заднім ґанком, на якому є конічна шпиляста вежа, що нагадує замок, і звідти відкривається вид на море, в той час як гравійна дорога веде вгору до широкої веранди спереду.
Будинок має дві спальні: одну для гостей та одну для Блек Джека і його прийомної дочки Піноко, які сплять в окремих двоярусних ліжках. Неймовірно, але в будинку також є маленька операційна, яку Блек Джек і Ушігоро побудували разом після того, як Блек Джек переїхав. Хоча зазвичай Блек Джек проводить операції в більш оснащених та укомплектованих лікарняних операційних, а також на місці, коли ситуація вимагає термінових дій, його власна операційна використовується в аніме-серіалі, зокрема в 7-й серії, коли він видаляє пухлину з левеняти, і знову в 22-й серії, коли він лікує хлопця з віддзеркаленими органами та вроджено розширеною жовчною протокою.
Пізніше будинок руйнується під час землетрусу і остаточно знищений тайфуном через багато томів.

## Концепція та створення
Окрім того, що Осаму Тедзука був художником манґи, він також був ліцензованим лікарем. Він створив багато манґи на медичну тематику з героями-лікарями, а Блек Джек може бути уособленням його самого. Блек Джека називають альтер-его Тедзуки, тим типом лікаря, яким він сам хотів би бути. Спочатку манга була задумана як п'ятисерійний міні-серіал, але завдяки позитивному відгуку аудиторії, Тедзука продовжив роботу над персонажем.
Ставлення Блек Джека та його манера одягу призначені для того, щоб нагадувати читачам архетипного пірата: бунтаря та хитруна, чоловіка, який діє поза межами обмежувальної бюрократії сучасного життя. Його зовнішність і характер втілюють ідею свободи та незалежності, що також є частиною його привабливості як персонажа. Його шрам втілює принцип недосконалого героя: його обличчя, розділене на чорну та білу половину, відмовляється від будь-якої претензії на «чистоту» — чи то культурну, чи ідеологічну — і виявляє складність персонажа.
Зрештою, Блек Джек здатний як на велику доброту, так і на брутальну жорстокість.

## Інші появи
У рамках Зоряної системи Осаму Тедзуки Блек Джек з'явився в кількох інших роботах автора.
Блек Джек зіграв роль побічного персонажа в епізоді 27 «Машина часу» аніме-адаптації Astro Boy 1980 року. Як Блек Джек, так і Атом були завербовані детективом з далекого майбутнього та відправлені в середньовічний замок, щоб зупинити людину, яка намагається змінити хід історії. Блек Джек мав вилікувати хворого принца (який насправді є персонажем Тедзуки — принцесою-лицарем), в той час як Атом мав захищати замок від зловісного чаклуна. Блек Джек виявляє, що принц насправді є принцесою, і, вдаючись до спритного обману, йому вдається зцілити її.У справжньому стилі Блек Джека, він говорить місту, що їм треба навчитися приймати свою жінку-правительку, і відмовляється від винагороди, натомість взявши пам'ятну монету. Після цього він повертається в майбутнє, а Атом, оцінюючи монету, виявляє, що ця монета, яка знаходиться в ідеальному стані, сьогодні коштує кілька мільйонів доларів.
Блек Джек також грає епізодичні ролі у фільмі Marine Express 1979 року, у фільмі Phoenix 2772 1980 року як бригадир трудового табору на в’язниці планети та у відеоіграх 2004 року Astro Boy і Astro Boy: Omega Factor. Він також з’являється на одній панелі в роботі Тедзуки Buddha як галюцинація, а також камео під іншим ім’ям і дещо іншою появою в Phoenix в томі під назвою «Ностальгія», де він має певну владу над групою головорізів.
Блек Джек також згадується в манзі Pluto, ремейку Astro Boy, створеному Наокі Урасавою за схваленням Макото Тедзуки, сина Осаму Тедзуки.
У 2010 році був випущений короткометражне відео, у якому Блек Джек об’єднався з доктором Хаусом для просування DVD-випуску четвертого сезону шоу. У ньому Блек Джек був найнятий замість Катнера. Хаус одразу не любить Блек Джека, і навпаки, але після того, як вони разом працюють над складною операцією, Блек Джек йде і вони залишаються у дружніх стосунках.
Блек Джек з’являється разом із персонажем Тедзуки, Астробоєм, як ігровий персонаж у кросоверній грі-головоломці Crystal Crisis 2019 року.

## Культурний вплив і спадок
Блек Джек — один із найулюбленіших персонажів Тедзуки, і його популярність зрівняється лише з Астробоєм.
Інші художники манги віддали шану хірургу Тедзуки. «Мої вітання Блек Джеку!» авторства Шюхо Сато названо на честь персонажа Тедзуки. Хірург, ідентифікований лише як B.J., з'являється в Ray авторства Акіхіто Йошітомі. За сюжетом, B.J. оперує головну героїню, даруючи їй рентгенівський зір.
В Imagin Anime з Kamen Rider Den-O, персонаж Рютарос пародіює Блек Джека, одягаючись у костюм лікаря в одному зі сценок. У Kamen Rider Ex-Aid персонаж Тайга Ханая заснований на Блек Джеку. Його напарниця, Ніко Сайба, що є генієм відеоігор, виконує роль, схожу на Піноко.
Під час гри бацу 2007 року для Downtown no Gaki no Tsukai ya Arahende!!, яка проходила в лікарні, комік Іцуджі Ітао неодноразово з'являвся в образі Блек Джека, з обов'язковим чорним плащем, волоссям та шрамом. Піноко також з'являлася поруч з ним. Після того, як його помічали, він швидко зникав із сцени, і диктор оголошував: «Іцуджі Ітао представляє: Блек Джек!».
IGN оцінив Блек Джека на 24-му місці серед найвеличніших аніме-персонажів усіх часів, зазначивши, що він «зробив те, чого мало кому вдавалося досягти в аніме: він перетворив повсякденну професію на щось героїчне».